# Secession Church Monument

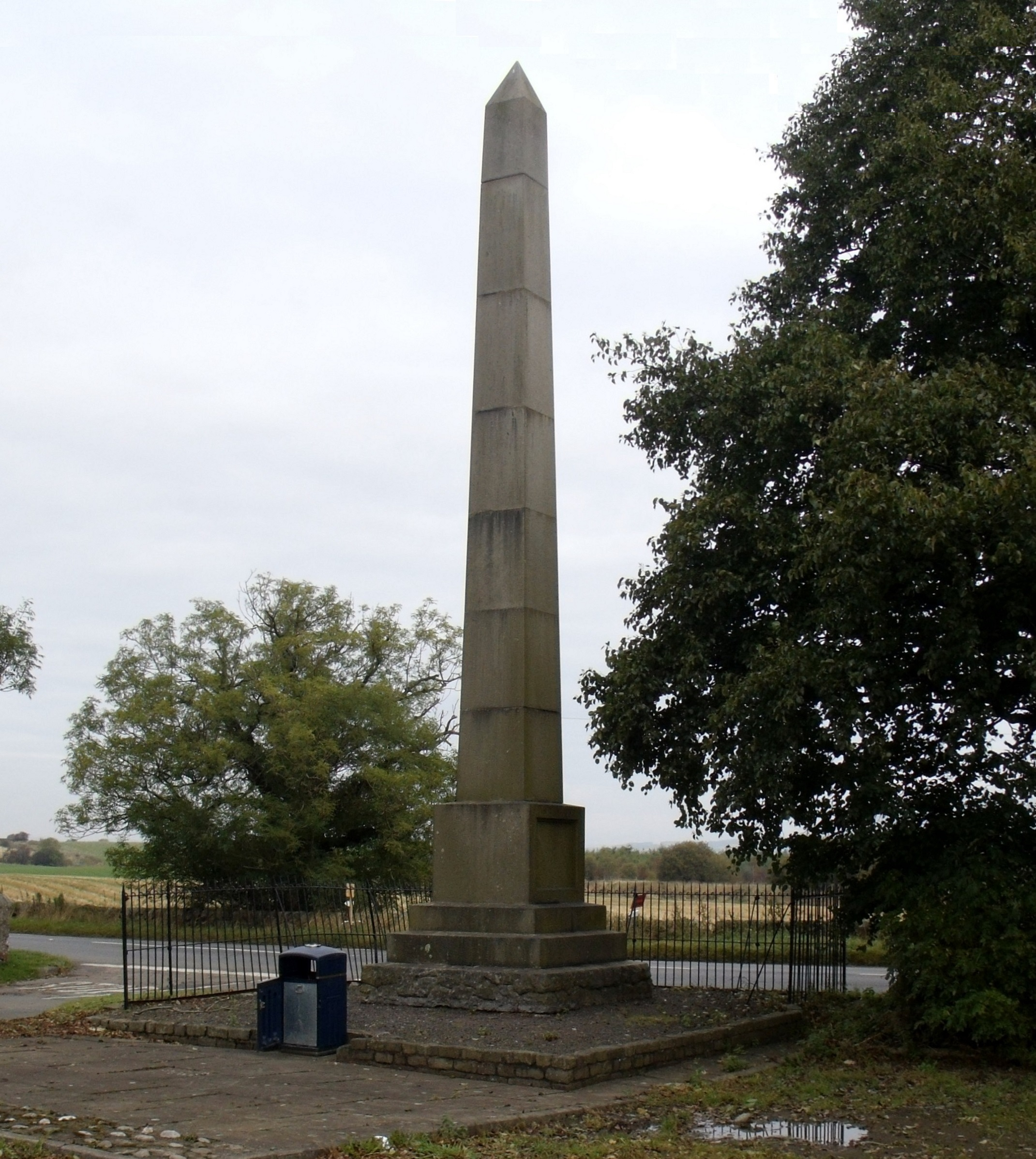
Blick auf das Denkmal

Das Secession Church Monument ist ein Denkmal in Gairneybridge, einer kleinen Ortschaft zwischen Edinburgh und Perth in Perth and Kinross in Zentralschottland. Es erinnert an ein Ereignis vom 15. Dezember 1733. Ebenezer Erskine und drei weitere von der Generalversammlung der Church of Scotland suspendierte Pastoren (minister) versammelten sich hier in den Räumlichkeiten eines Bauernhofs und gründeten eine presbyterianisch organisierte unabhängige Kirchengemeinschaft. Aus dieser Sezession von der Church of Scotland (First Secession) entstand eine neue Denomination.
Das Denkmal, das die Form eines Obelisken hat, wurde zum 150. Jahrestag im Dezember 1883 errichtet. 1971 wurde es als Listed Building der Kategorie B ausgewiesen und somit unter Denkmalschutz gestellt.
Die Inschrift lautet:
TO COMMEMORATE

THE FORMATION OF THE FIRST PRESBYTERY OF THE

SECESSION CHURCH

AT GAIRNEY BRIDGE 6th DECEMBER 1733

FOR THE MAINTENANCE OF SCRIPTURE TRUTH

AND THE RIGHTS OF THE CHRISTIAN PEOPLE

EBEN. ERSKINE W. WILSON ALEX. MONGRIEFF & Js. FISHER

MINISTERS

ERECTED DECEMBER 1883